# Israel i Junior Eurovision Song Contest
Israel debuterade i Junior Eurovision Song Contest 2012 och har till och med 2018 deltagit 3 gånger. Efter debuten drog landet sig undan några år för att senare återvända 2016 samt 2018.

## Deltagare
| År                               | Artist     | Låt                              | Språk                               | Plats | Poäng |
| -------------------------------- | ---------- | -------------------------------- | ----------------------------------- | ----- | ----- |
| 2012                             | Kids.il    | Let The Music Win                | Hebreiska, ryska, franska, engelska | 8     | 68    |
| Deltog inte mellan 2013 och 2015 |            |                                  |                                     |       |       |
| 2016                             | Shir & Tim | Follow My Heart                  | Hebreiska, engelska                 | 15    | 27    |
| Deltog inte 2017                 |            |                                  |                                     |       |       |
| 2018                             | Noam Dadon | Children Like These (ילדים כאלה) | Hebreiska                           | 14    | 81    |
| Deltar inte sedan 2019           |            |                                  |                                     |       |       |